# A Agulha Oca
L'Aiguille creuse é um romance de Maurice Leblanc com aventuras de Arsène Lupin, o ladrão de casaca.
Como os dois volumes anteriores das histórias de Arsène Lupin, foi inicialmente publicado em forma de folhetim na revista Je sais tout, de 15 de novembro de 1908 a 15 de maio de 1909.
O volume foi lançado em junho de 1909 com algumas modificações.

## Resumo
Arsène Lupin opõe-se dessa vez a Isidore Beautrelet, jovem estudante de retórica e detetive amador, que lhe dará muito trabalho. A Agulha Oca é o segundo segredo da rainha Maria Antonieta e Cagliostro (a fortuna dos reis de França), transmitido pelos reis de França e agora conhecido por Arsène Lupin. A famosa agulha contém os mais fabulosos tesouros jamais imaginados, reunindo os dotes das rainhas ("Todas as pedras preciosas cintilavam, todas as cores resplandeciam, o azul das safiras, o fogo dos rubis, o verde das esmeraldas, o sol dos topázios"), além das peças roubadas pelo próprio Lupin, entre elas a Mona Lisa original.
Quando Isidore Beautrelet descobre o Castelo da Agulha no departamento de Creuse, julga ter descoberto a solução do enigma ("creuze" em francês significa "oco"). Mas ele ignorava que o rei Luís XIV mandara construir o castelo para desviar os curiosos da verdadeira agulha oca, na Normandia, perto da cidade de Le Havre, onde Arsène Lupin se escondera.

## Personagens principais
- Isidore Beautrelet, estudante de retórica superdotado e detetive amador,
- Louis Valméras,
- Mademoiselle Raymonde de Saint-Véran, que se casará com Valméras,
- Arsène Lupin, o ladrão de casaca,
- Ganimard, detetive da polícia francesa,
- O conde deGesvres,
- Suzanne de Gesvres, filha do conde de Gesvres,
- Monsieur Filleul, o juiz de instrução,
- Herlock Sholmès, inimigo jurado de Arsène Lupin.

## Capítulos
1- O Tiro
O castelo de Ambrumésy, morada do conde de Gesvres e sua família, é atacado à noite por três ladrões, um dos quais, aparentemente cercado, desaparece misteriosamente. Um dos "repórteres" que cobrem o caso é o jovem detetive e estudante de retórica Isidore Beautrelet, aparentemente o único a ter desvendado do mistério. Só que ele some do local.
2- Isidore Beautrelet, estudante de retórica
Reaparição de Beautrelet, rival de Herlock Sholmes e adepto do método dedutivo, que revela o objeto do roubo (os quadros de Rubens, substituídos por cópias), seu autor (Lupin, que vive agora em Paris sob o pseudônimo Étienne de Vaudreix) e seu paradeiro (escondido nas ruínas da velha abadia). Promete em 6 de junho descobrir Lupin. Nesse dia, pega o trem para Dieppe mas descobre que o castelo foi atacado e Mlle Raymonde (autora do tiro no capítulo 1 que feriu Lupin) foi raptada e aparentemente assassinada. Um papel com um código enigmático foi encontrado.
3- O Cadáver
Isidore realiza suas investigações. Com o conde e o juiz de instrução, desce à cripta da abadia, onde encontram um cadáver desfigurado, que julgam ser de Lupin. Chega a notícia de que um pescador achou outro corpo desfigurado, que julgam ser de Raymonde. Na tentativa de decifrar o código enigmático, Isidore chega às palavras “donzela” e “agulha oca”. Sofre um ataque, roubam-lhe o papel com o código, e aparentemente ele morre. Ganimard desaparece e Herlock Sholmes, que estava a caminho do castelo, é sequestrado. Parece que a quadrilha de Lupin se reorganizou.
4-Frente a frente
Lupin, tido como morto, e Beautrelet, que sobreviveu ao ataque, encontram-se na residência do "biógrafo" de Lupin (Leblanc, narrador deste capítulo). Lupin tenta forçá-lo a sustentar sua morte e a não divulgar as descobertas que fez, tendo para isso raptado seu pai (como já fizera com Ganimard e Herlock Sholmes). Mesmo assim, Beautrelet publica um artigo no Grand Journal revelando como Mademoiselle Raymond de Saint-Veran, após ter alvejado Lupin, compadeceu-se dele, cuidou dele e acabou sendo raptada por Lupin, que se apaixonou por ela.
5- Na pista
Seguindo várias pistas — entre elas uma carta que seu pai, prisioneiro de Lupin, conseguiu lançar sobre o muro de seu cativeiro e que lhe chegou às mãos — Beautrelet enfim descobre o castelo da Agulha, onde seu pai está prisioneiro, no departamento de Creuse (oca). Terá decifrado o enigma da Agulha Oca?
6- Um segredo histórico
Com ajuda do proprietário do castelo, Louis Valméras (que o alugara a Lupin disfarçado de barão Anfredi), Beautrelet penetra lá dentro e resgata seu pai e Mademoiselle Raymond. Quando parecia que Beautrelet saíra vitorioso no embate contra Lupin, uma carta publicada num jornal revela que o segredo da Agulha Oca é bem mais complexo do que se afigurara, envolvendo um antigo segredo, transmitido de rei para rei, do local de um tesouro formidável que aumentava de século para século.
7 O tratado da agulha
Beautrelet corre atrás dos dois únicos exemplares sobreviventes do livro de 1815 que revela o segredo da Agulha Oca, mas é passado para trás por Lupin.
8 De César a Lupin
Mesmo humilhado, Beautrelet acredita que está no caminho certo e, depois de muito refletir, percebe que todos os eventos em torno da Agulha Oca ocorreram na Normandia, no triângulo de Caux, limitado por Rouen, Dieppe e Le Havre. Parte para lá a fim de averiguar e enfim descobre a Agulha de Etretat, oca.
9- Abre-te, Sésamo!
Beautrelet decifra o código enigmático que contém o segredo do acesso à Agulha Oca e pede ajuda a Ganimard para prenderem Lupin e se apoderarem do esconderijo e tesouro. A certa altura, Ganimard guarda a saída enquanto Beautrelet avança até o núcleo da Agulha. Lá, para seu espanto, aguardam-no para uma refeição Lupin e sra.
10- O tesouro dos reis de França
Beautrelet descobre que Lupin é Louis Valméras, o suposto proprietário do castelo das Agulhas que o "ajudara" a lá penetrar e resgatar seu pai. Lupin mostra todos os tesouros acumulados na Agulha Oca — entre eles, a “a Gioconda de Leonardo da Vinci, a verdadeira” — que lega à França com a condição de que sejam instalados no Museu do Louvre na Sala Arsène Lupin. Casou-se com Mlle Raymonde. Fogem de lá num submarino (cujo projeto foi tema da história O rei de copas de Arsène Lupin, Ladrão de Casaca) para o Porto Lupin, local protegido onde Lupin pretende abandonar a vida de ladrão de casaca e viver com sua esposa como um “lavrador de casaca”. Mas o arqui-inimigo Herlock Sholes o espera e, no entrevero, mata a mulher de Lupin.